# Marc Hottiger
Marc Hottiger (* 7. November 1967 in Lausanne) ist ein ehemaliger Schweizer Fussballspieler. Er spielte auf der Position des rechten Aussenverteidigers.

## Karriere als Spieler

### Vereine
Hottiger begann seine Laufbahn als Profifussballer 1988 beim Schweizer Erstligisten Lausanne-Sports. Hier absolvierte er bis 1992 123 Ligaspiele. Nachdem er 1992 zum Ligarivalen FC Sion gewechselt war, spielte er zwischen 1994 und 1997 bei Newcastle United und dem FC Everton in England. In der Premier League konnte er sich allerdings nicht dauerhaft durchsetzen und absolvierte in den drei Jahren nur 56 von 114 möglichen Ligaeinsätzen.
1997 kehrte Hottiger zu Lausanne-Sports zurück und wurde mit dem Verein 1998 und 1999 Schweizer Cupsieger. Nach anschliessenden drei Jahren beim FC Sion beendete er im Sommer 2002 mit 34 Jahren seine Karriere.

### Nationalmannschaft
In 64 Spielen für die Schweizer Fussballnationalmannschaft erzielte Hottiger zwischen 1989 und 1996 5 Tore. Er nahm an der Fussball-Weltmeisterschaft 1994 und der Fussball-Europameisterschaft 1996 teil. Bei der Weltmeisterschaft 1994 erreichte er mit der Schweiz den Achtelfinal, in dem man gegen Spanien 0:3 ausschied. Hottiger absolvierte alle vier Turniereinsätze.

## Nach der aktiven Karriere
Marc Hottiger war nach seiner Karriere als Spieler beim FC Lausanne-Sport tätig, zuletzt als Technischer Direktor. Per 1. Juli 2018 wechselte er zum Schweizerischen Fussballverband (SFV) und übernahm dort die Leitungsposition im Bereich Entwicklung und Controlling der SFV-Leistungszentren.